# ألان هورويتز
ألان هورويتز (بالإنجليزية: Alan Hurwitz)‏ هو مربي أمريكي، ولد في 17 سبتمبر 1942.